# Copacabana Me Engana
Copacabana Me Engana è un film del 1968 scritto, prodotto e diretto da Antonio Carlos da Fontoura.

## Trama
Marquinhos, un ragazzo di vent'anni di buona famiglia, vive con i suoi e il fratello maggiore a Copacabana. Passa il tempo a non far niente, a giocare a calcio sulla spiaggia, a passare le nottate insieme alla sua banda di amici. Quando incontra Irene, una bella quarantenne, la sua vita per un po' di tempo prende un'altra piega.

## Produzione
Il film fu prodotto dalla A.C. Fontoura & D. Achcar e Canto Claro Produções Artísticas.

## Distribuzione
Distribuito dalla Difilm, per il mercato internazionale fu ribattezzato con il titolo inglese Copacabana Fools Me.